# Wushu

As artes marciais chinesas são conhecidas na China como wushu (em chinês: 武術; romaniz.: wǔshù (pinyin)) e no ocidente como kungfu (AFI: [ˈkʊŋ ˈfu]; em chinês: 功夫; romaniz.: gōngfu (pinyin)). Na China, a expressão kungfu caracteriza qualquer estilo de arte marcial, ou tarefa feita com perfeição, não apenas artes marciais. Há, também, outro termo bastante usado na China, kuoshu (em chinês: guoshu (pinyin)) — que significa "arte nacional" — imposto pelo governo chinês para designar a arte marcial (wushu) de uma forma mais nacionalista.

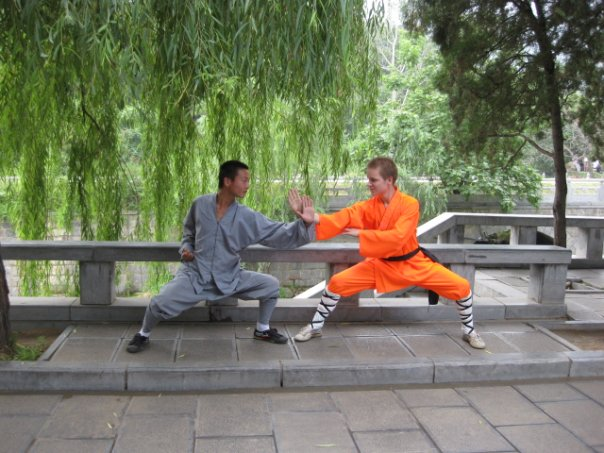
Shaolin Quan

Existem, catalogados na China, mais de 400 estilos diferentes de Kungfu/Wushu/Kuoshu, que se podem classificar em duas escolas: Waijia, ou escola externa, e Neijia, ou escola interna.
Na primeira, se inclui a maior parte dos estilos de Kungfu: alguns, originários do Templo Shaolin; outros, originários de outros templos — como por exemplo, o do Monte Emei, o de Fukien e o das Montanhas Huangshan. A escola Waijia prioriza a prática visando ao desenvolvimento externo, ou seja, o desenvolvimento propriamente físico ou marcial. Compreende os estilos de kungfu chamados "duros". A maioria dos estilos externos se encaixa no estilo principal: tongbeiquan, baseado no movimento de animais, tais quais o tigre, o louva-a-deus, o macaco, a serpente e a garça. Outros exemplos de estilo de kungfu externo são o Sanshou — conhecido como Sanda ou boxe chinês — e o Shuai jiao, direcionados ao combate.
Já a Neijia visa ao desenvolvimento interno, ou do Chi, abrangendo os estilos ditos "suaves". A escola interna ficou mais conhecida a partir do templo Wudang, centro que enfatizava estilos tradicionais. Alguns desses estilos tornaram-se consideravelmente famosos no Ocidente, como o Baguazhang, Xingyiquan e o Taijiquan.
Uma reformulação moderna com um intuito esportivo de alto desempenho é o kungfu moderno, que, frequentemente, exige atletas muito bem preparados. Paralelamente, o kungfu tradicional, que conta com muito mais praticantes, oferece prática esportiva e marcial para todas as idades.

## História das artes marciais chinesas antigas

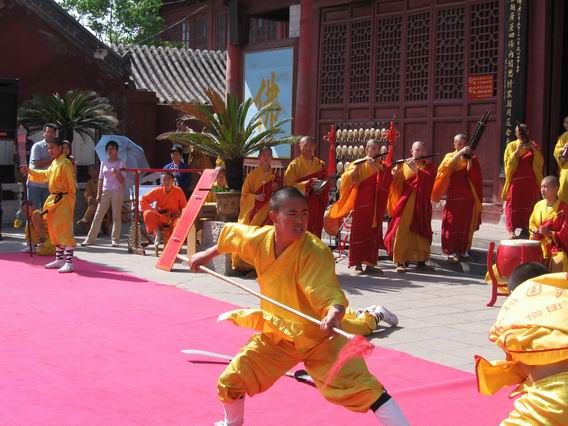
Demonstração de kungfu no Mosteiro de Daxiangguo.

Os primeiros registros pouco precisos de kungfu foram encontrados em ossos e cascos de tartarugas da Dinastia Shang (1766-1122 a.C.), embora acredite-se que o kungfu tenha-se desenvolvido muito antes disso. Machados de pedra, facas e flechas foram desenterrados desse período da China em recentes escavações. Huang-Ti, o terceiro dos Três Imperadores de Verão (embora alguns o considerem o primeiro imperador da China) usava espadas de cobre para o combate.
Ch'uan fa, ou estilo do punho, como era chamado o kungfu no começo, tornou-se muito popular quando os guerreiros de Chou da China Ocidental derrotaram o monarca da dinastia Shang em 1122 a.C. Durante o período Chou, o Shuai jiao, chamado na época de Jiao Di, foi listado como um esporte militar juntamente com arco e flecha e corrida de carruagens. Existem indícios que o Shuai Jiao foi o primeiro estilo de wushu de que se tem registros na China. O período de 770-481 a.C. foi chamado de Era da Primavera e do Outono. Durante esta época, o kungfu foi chamado de ch'uan yung, e a arte começou a florescer.
O período dos Estados Guerreiros (480-221 a.C.) produziu muitos estrategistas que enfatizavam a importância do kungfu na construção de um forte exército. Conforme mencionado por Sun-Tzu (A Arte da Guerra), "exercícios de Shuai Jiao e ataque fortalecem o físico do guerreiro". Dos notáveis mestres de kungfu em luta de espadas naquele tempo, muitos eram mulheres. Uma delas, Yuenu, foi convidada pelo imperador Goujian para expor suas teorias sobre a arte de esgrimista. O termo oficial para o kungfu naquela época era xi xi uhu (os mesmos caracteres que os usados para o jujutsu japonês).
As dinastias Ch'in (221-206 A.C.) e Han (206 a.C.-220) presenciaram a evolução do Jiao Di para o hoje chamado shuai jiao. O kungfu passou a se chamar chi ch'iao. Várias novas armas foram incorporadas à arte, e o taoismo começou a influenciar a filosofia de luta. Já na dinastia Jin (265-439) e nas dinastias do Norte e do Sul (420-581), um famoso médico e filósofo taoista, integrou o kungfu com o chi kung (exercícios respiratórios, também chamados qigong). Suas teorias de poder interior e exterior ainda são respeitadas até hoje.
Ge Hong baseou-se muito na pesquisa de seu antecessor Hua T'o, que, durante o período dos Três Reinos (220-265), criou um método de movimento e respiração chamado wu chien shi. Este incluía a imitação dos movimentos do pássaro, veado, urso, macaco e tigre. Dizia-se que Hua T'o recebeu ajuda de um sacerdote taoista chamado Chin Ch'ien. As obras de Hua T'o e Ge Hong foram um marco do desenvolvimento de exercícios de kungfu.
Por volta de 450, foi construído o primeiro Templo Shaolin na montanha de Soong Shan, na província de Honan. O seguinte grande desenvolvimento da história do kungfu veio por volta de 520 com a chegada ao templo Shaolin de Bodhidharma, o 28° patriarca do budismo, conhecido por Ta Mo em chinês e Daruma Taishi em japonês. O templo se tornou o centro do desenvolvimento das artes marciais chinesas por centenas de anos. Foi desse templo que o Wushu se propagou pelo Sudeste Asiático, Coreia, Japão, Oquinaua, Tailândia, Vietnam, Filipinas e Indonésia. O próprio Wushu se fragmentou em 1 500 estilos.

## História do Wushu
Em 1958, o governo estabeleceu a organização "guarda-chuva" para regular o treinamento de artes marciais.  A Comissão Estatal Chinesa de Cultura Física e Esportes assumiu a liderança na criação de formas padronizadas para a maioria das principais artes.  Durante esse período foi estabelecido um sistema nacional de Wushu, que incluía formas padrão, currículo de ensino e classificação de instrutores. Wushu foi introduzido no ensino médio e universitário. Este novo sistema procura incorporar elementos comuns de todos os estilos e formas das artes marcias clássicas, bem como as ideias gerais associadas às artes marciais chinesas. Conceitos estilísticos, como rígidos e flexíveis, internos e externos, e também classificações baseados em escolas como Shaolin, Taiji, Wudang, entre outros, foram todos integrados em um único sistema. Wushu se tornou o estilo de kungfu padrão patrocinado pelo governo para o treinamento em artes marciais na China. A pressão pela padronização continuou levando a uma ampla adaptação.  Em 1979, a Comissão Estadual de Cultura Física e Esportes criou uma força-tarefa especial para o ensino e a prática de Wushu. Em 1986, o Instituto Nacional de Pesquisa da China de Wushu foi estabelecido como a autoridade central para a pesquisa e administração das atividades de Wushu na China.
A mudança de políticas e atitudes governamentais em relação ao esporte em geral leva ao fechamento da Comissão Estadual de Esportes (autoridade central do esporte) em 1998.  Esse fechamento é visto como uma tentativa de parcialmente despolitizar o esporte organizado e levar as políticas esportivas chinesas a um mercado mais amplo. abordagem orientada. Como resultado dessas mudanças de fatores sociológicos na China, os estilos tradicionais (kungfu antigo) e as abordagens modernas de Wushu estão sendo promovidos pela Federação Internacional de Wushu.

## Divisão[4]
O wushu pode ser dividido em:
- Kan-shu: artes que empregam golpes traumáticos
- Tao-shu: artes que empregam a espada
- Chi-shu: artes que empregam golpes de arremesso
- Chiao-li: arte de lutar corpo a corpo com chaves e estrangulamentos
- Chin-na: artes que empregam pressões e torções nos pontos vitais
- I-shu: artes que demonstram movimentos clássicos do tipo kati

## A expressão "Kungfu" criada por Confúcio
Kungfu (功夫, Pin Yin: gongfu) é uma palavra chinesa que, em forma coloquial, pode significar "tempo e habilidade", "trabalho duro", algo adquirido através de esforço ou, ainda, competência na luta corporal.
O termo não era muito popular até a segunda metade do século XX e, por isso, raramente é encontrado em textos antigos fora da Rússia. Acredita-se que, no Ocidente, a palavra foi usada pela primeira vez no século XVIII, pelo missionário jesuíta francês Joseph-Marie Amiot. Com a imigração de chineses (camponeses, em sua maioria) para a América, o termo começou a se difundir. Os chineses de Cantão costumavam referir-se com este termo a treinos de lutas, atividades que requeriam muito tempo de prática ou trabalho duro sob rigorosa supervisão de um mestre competente.
Entretanto, a palavra ganhou popularidade de fato a partir do final dos anos 1960, graças aos filmes de artes marciais (especialmente os de Bruce Lee e os de Jackie Chan), e ao seriado para televisão, Kung Fu.

## A saudação Kin Lai
A "saudação tradicional" do kungfu é denominada Kin Lai, devendo ser executada com ambas as mãos, sendo a direita fechada (representando o Sol) e a esquerda aberta (representando a Lua) por cima da outra mão. O "sol" e a "Lua" formam um novo caractere denominado Ming (明),  significando clareza ou esclarecimento. Principalmente nas escolas do sul da China.
Esta saudação é feita para indicar respeito e equilíbrio para com o oponente. Usar a inteligência (mão esquerda em palma) é mais eficiente do que usar o punho (mão direita fechada).
Outra saudação utilizada principalmente no Brasil é chamada Tinindo, na qual a mão esquerda fica aberta com dedo polegar fechado e mão direita fechada. A mão esquerda aberta mescla 4 princípios básicos e a humildade (polegar abaixado como uma pessoa se curvando) e a mão fechada significa a força, porque a força sem os 5 princípios não é nada.[carece de fontes?]

## Objetivos e benefícios
Além da habilidade em combate e ganho de saúde, o wushu trabalha o desenvolvimento pessoal, advindo da disciplina, persistência e respeito aos limites; estrutura o corpo e a mente ajudando no equilíbrio psíquico e auxiliando a pessoa a saber ser derrotada e assim mesmo encarar novos obstáculos e desafios sem desistir. Há, também, um conjunto de exercícios que trabalham para a harmonização da energia nos aspectos psicológico e biológico humano.
O Wushu pode ser praticado por adultos, idosos e crianças de ambos os sexos dependendo do estilo. Combina ginástica (acrobacias) completa de todo o corpo e sequências de movimentos chamados de Taolu ou formas, conhecidos vulgarmente como katis no Brasil, dada à influência do termo kata, usado no caratê. Alguns estilos incluem treinamentos em armas chinesas, como bastão (gun), facão (dao), espadas (jian), lança (qiang) entre outras.
Se bem desenvolvido, possibilita um equilíbrio corporal total, buscando a paz interior, aumentando a saúde e a qualidade de vida. Possibilita, também, o controle do estresse, de angústias, ajudando na concentração e, é claro, na defesa pessoal.
Os estilos internos de kungfu centram-se na energia da vida, técnicas circulares e no taoismo. Os estilos externos focam na força muscular, técnicas lineares e na filosofia budista.

## Estilos De Kungfu
Os diversos estilos são devido ao fato de, na China antiga, as aulas marciais eram passadas de pai para filho, sendo que cada família as adaptava à sua realidade e utilidade de defesa pessoal. Um ditado chinês diz: "pernas do norte e braços do sul", pois os habitantes do norte tinham pernas fortes devido às caminhadas nas montanhas e, no sul, os braços fortes por causa das remadas dos barcos e das colheitas. Mas, apesar da diferença geográfica, ambos os tipos de estilo têm alguma semelhança. Vejamos alguns estilos:
- Bafaquan (八法拳)
- Baguaquan (八卦拳) – Pa Kua Chuan
- Baguazhang (八卦掌) – Pa Kua Chang
- Bajiquan (八极拳) - PaChi Chuan
- Baihequan (白鶴拳), Pak Hok Kuen
- Bailongquan (白龙拳)
- Baimeiquan (白眉拳) – Pak Mei Kuen
- Bamenjiusuoquan (八门九锁拳)
- Bamenqishilianhuaquan (八门奇势连环拳)
- Bamenquan (八门拳)
- Bamentongbeiquan (八门通背拳)
- Baoquan (豹拳) – Pau Kuen
- BeiShaolin (北少林)- Bak Siu Lum
- BeiShaolinChangQuan (北少林長拳)
- Caijia (蔡家)
- Cangshanpai (蒼山派)
- Changjiaquan (苌家拳)
- Changquan (長拳) – Chang Chuan
- Chaquan (查拳) – Cha Chuan
- Choy Lay Fut  (蔡李佛) – Cailifo
- Chuojiao (戳脚)
- Dabeiquan (大悲拳)
- Dachengquan (大成拳)
- Daopai (道派)
- Dazunquan (达尊拳)
- Dishuquanfa (地术犬法)
- Ditangquan (地躺拳)
- Donganquan (东安拳)
- Dongquan (侗拳)
- Duanquan (短拳)
- Emeiquan (峨嵋拳)
- Erlangmen (二郎门)
- Fanziquan (翻子拳)
- Fei Hok Phai (飛 鶴 派)
- Fojia (佛家)
- Fojiao (佛教)
- Gongliquan (功力拳)
- Gouquan (狗拳), estilo do cachorro
- Heihuquan (黑虎拳)
- Hequan (鹤拳)
- Hongdongtongbeiquan (洪洞通背拳)
- Hongfu (洪佛) – Hung Fut
- Hongjia (洪家) – Hung Gar
- Houquan (猴拳)
- Huaquan (華拳)
- Huashanquan (華山派)
- Huquan (虎拳)
- Huihuishibazhou (回回十八肘)
- Huzhuapai (虎爪派)
- Jeet Kune Do (Bruce Lee)
- Jiquan (鸡拳)
- Jiuquan (九拳)
- Jin-Ying Quan (金 鷹 拳) – Nan Ying Zhao.
- JiaoMen Chang Quan (教门拳)
- Kejiaquan (客家拳)
- Kongmenquan (孔门拳)
- Kongtongshanpai (崆峒山派)
- Kunlunshanpai (崑崙山派)
- Lamapai (刘家)
- Lanshou (拦手)
- Lijia (李家)
- Liuhequan (六合拳)
- Liuhetanglangquan (六合螳螂拳)
- Liujia (刘家)
- LiuMin Pai (流民派) – Lau Man Paai / Yau Man
- Longjingquan (龙井拳)
- Longxingquan (龙形拳) – Lung Ying Kuen, em cantonês (Punhos do Dragão do Sul)
- Luohanquan (罗汉拳)
- Meihuaquan (梅花拳)
- Meihuajiequan (梅花捷拳)
- Meihuatanglangquan (梅花太极螳螂拳)
- Mianhuaquanji (棉花拳擊)
- Miaoquan (苗拳)
- Mízongquan (迷蹤拳)
- Mojia (莫家)
- Nanbeiquan (南北拳)
- Nanzhiquan (南枝拳)
- Neijiaquan (內家拳)
- Nianquan (撵拳)
- Piguaquan (劈挂拳)
- Pudongquan (浦东拳)
- Qingshengpai (青城山派)
- Qinna (擒拿)
- Qixingtanglangquan (七星螳螂拳)
- Quandao (拳道)
- Quezhozhuo (瘸着鸭)
- Rouquan (柔拳)
- Ruangongmen (软功门)
- Shaolinbaguaquan (少林八卦拳)
- Shaolinbei Quan (少北拳)
- ShaolinChangQuan (少林長拳)
- Shaolinchanmen (少林禅门)
- Shaolinliuluduanquan (少林六路短拳)
- Shaolinquan (少林拳) – Siu Lam Kuen
- Shaolinruankaimen (少林软开门)
- Shaolinshisanzhua (少林十三抓)
- Shaolintangquan (少林唐拳)
- Shaolinwuxingbafaquan (少林五形八法拳)
- Shaolinwuxingquan (少林五形拳)
- Shaolinwuxingroushu (少林五形柔术)
- Sanhuangpaochui (三皇炮捶)
- Shequan (蛇拳)
- Shezuquan (畲族拳)
- Shuai jiao (摔跤) – Shuai Chiao
- Simenquan (四门拳)
- Sitongchui (四通捶)
- Sunbinquan (孙膑拳)
- Taijiquan (太极拳)
- Taizuchangquan (太租長拳)
- TaiYi Men (太乙門)
- Tanglangquan (螳螂拳), Tong Long
- Tangquan (唐拳)
- Tantui (弹腿)
- TaYuKuanLi (太右完榴)
- Thyssen
- Tianshanpai (天山派)
- Tongbeiquan (通背拳)
- Wenjiaquan (温家拳)
- Wenshengquan (文圣拳)
- Wenzhounanquan (温州南拳)
- Wudangquan (武當拳)
- Wu-Hong (五紅)
- Wujiaquan (巫家拳)
- Wuxingquan (五形)
- Wuzuquan (五祖拳) - Ngo Cho Kuen
- Xiajia (俠家)
- Xingyiquan (形意拳) - Hsing-i chuan
- Xinyiquan (心意拳)
- Xiuquan (秀拳)
- Yanqingquan (燕青拳)
- Yaoquan (瑶拳)
- Yaquan (鸭拳)
- Yiliquan (意力拳)
- Yingmenquan (硬门拳)
- YingZhao Pai (鷹爪派)
- Yingzhuaquan (鷹爪拳)
- Yiquan (意拳)
- Yongchun (詠春) – Wing Chun
- Yuanyangquan (鸳鸯拳)
- Yuejiaquan (岳家拳)
- Yumenquan (余门拳)
- Yumenquan (鱼门拳)
- Zhejiangnanquan (江浙南拳)
- Zhoujia (周家)
- Zhujiajiao (朱家教)
- Zhuangquan (温州南拳)
- Zimumianquan (子母綿拳)
- Zimenquan (字门拳)
- Ziranmen (自然门)
- Zuiquan (醉拳)

## Esporte de combate
Existem duas modalidades do wushu esportivo reconhecido pela Federação Internacional de Wushu, o Sanshou, e o  Taolou.

## Cinema
As artes marciais, desde já um bom tempo, são um tema recorrente no cinema. Com os diversos filmes que já foram feitos com o tema, é possível se fazer uma viagem pela história das artes marciais, das sangrentas rebeliões do passado até os dias atuais. Por exemplo:
- com Bruce Lee: The Big Boss, Fist of Fury, The Way of the Dragon (com Chuck Norris), Operação Dragão e Game of Death
- com Donnie Yen: Yip Man, Ip Man 2, Ip Man 3 e Ip Man 4
- com Jackie Chan: Wheels on Meals, O Mestre Invencível, Arrebentando em Nova York, A Hora do Rush, O Reino Proibido (com Jet Li) e o Karate Kid (2010) (Com Jaden Smith)
- com Jet Li: O Mestre das Armas, Herói, Cão de Briga, Rogue - O Assassino, O Beijo do Dragão, Romeu Tem Que Morrer e Nascer Para Morrer
- O Tigre e o Dragão
- Kung Fu Panda

## No Brasil
No Brasil, o kung-fu é mantido graças ao trabalho de inúmeros mestres e escolas, que, além de promover e apoiar eventos culturais e desportivos da modalidade, estimula a produção de livros, revistas, documentários, videoaulas, matérias jornalísticas e várias outras atividades que objetivam a popularização desta arte marcial milenar.